# Hefestias
Las Hefestias o Hefesteas, del griego antiguo Ἡφαίστια, eran unas festividades religiosas de la Antigua Grecia dedicadas al dios Hefesto. Se desarrollaban en Atenas cada año en el mes de Pianepsión (otoño), después pasaron a ser cuatrienales a partir del 329 o  el 328 a. C. Las Hefestias formaban parte de otra fiesta: la de las  Calqueas.
Su organización no se conoce bien. Constaba de manera cierta de una lampadedromía (carrera con antorchas) organizada por diez gimnasiarcas, al menos desde 421-420 a. C. Según el Viejo  Oligarca, participaban en ellas coros. Sin embargo, la principal fuente  concerniente a estas fiestas no lo mencionan.